# Chitkanpalli, Sedam
Chitkanpalli là một làng thuộc tehsil Sedam, huyện Gulbarga, bang Karnataka, Ấn Độ.